# A Bruxa de Monte Córdova
A Bruxa do Monte Córdova ou a Bruxa do Seixo é o título de um romance de Camilo Castelo Branco, publicado em 1867. Contrariamente à obra A Doida do Candal, este não foi um grande sucesso comercial para o autor, o que ele atribui no prefácio desta ao excesso de "filosofia" d'A Bruxa de Monte Córdova.